# Merindad de Río Ubierna
Merindad de Río Ubierna ist eine 1.411 Einwohner (Stand: 2024) zählende Gemeinde der Provinz Burgos in der Autonomen Gemeinschaft Kastilien-León (Castilla y León). Sie gehört zur Comarca Alfoz de Burgos.
Die Gemeinde setzt sich aus dem Hauptort Sotopalacios und den weiteren Ortschaften Castrillo de Rucios, Celadilla-Sotobrín, Cernégula, Cobos junto a la Molina, Granja de La Cabañuela, Gredilla la Polera, Hontomín, Lermilla, Masa, Mata, La Molina de Ubierna, Peñahorada, Quintanarrío, Quintanarruz, Quintanilla-Sobresierra, Robredo Sobresierra, San Martín de Ubierna, Ubierna, Villalbilla Sobresierra, Villanueva de Río Ubierna und Villaverde Peñahorada zusammen.

## Lage
Merindad de Río Ubierna liegt etwa 15 Kilometer nördlich des Stadtzentrums von Burgos am Río Ubierna.
Durch die Gemeinde verläuft der Autobahnzubringer A-73 in nord-südlicher Richtung.

## Geschichte
Die Nekropole von La Polera (spanisch Castro-necrópolis La Polera) liegt neben der Eremitage in Merindad de Rio Ubierna.
Ubierna wird bereits 884 erwähnt. Die Gemeinde wurde in den 1970er Jahren aus den vorher eigenständigen Kleingemeinden gebildet. Seitdem ist die Zahl der Einwohner gestiegen.

## Bevölkerungsentwicklung
| Jahr      | 1981 | 1991 | 2001 | 2011 | 2017 |
| Einwohner | 1253 | 1117 | 1330 | 1433 | 1441 |

## Sehenswürdigkeiten
- Kirche Johannes der Täufer (San Juan Bautista)
- Kirche San Torcuato in Cobos junto a la Molina
- Burg von Sotopalacios
- Burgruine von Ubierna
- Einsiedelei von Sotobrin
- Einsiedelei von Virgen de Montes Claros bei Ubierna
- Ruine der Einsiedelei Nuestra Señora de los Ángeles bei Cobos junto a la Molina

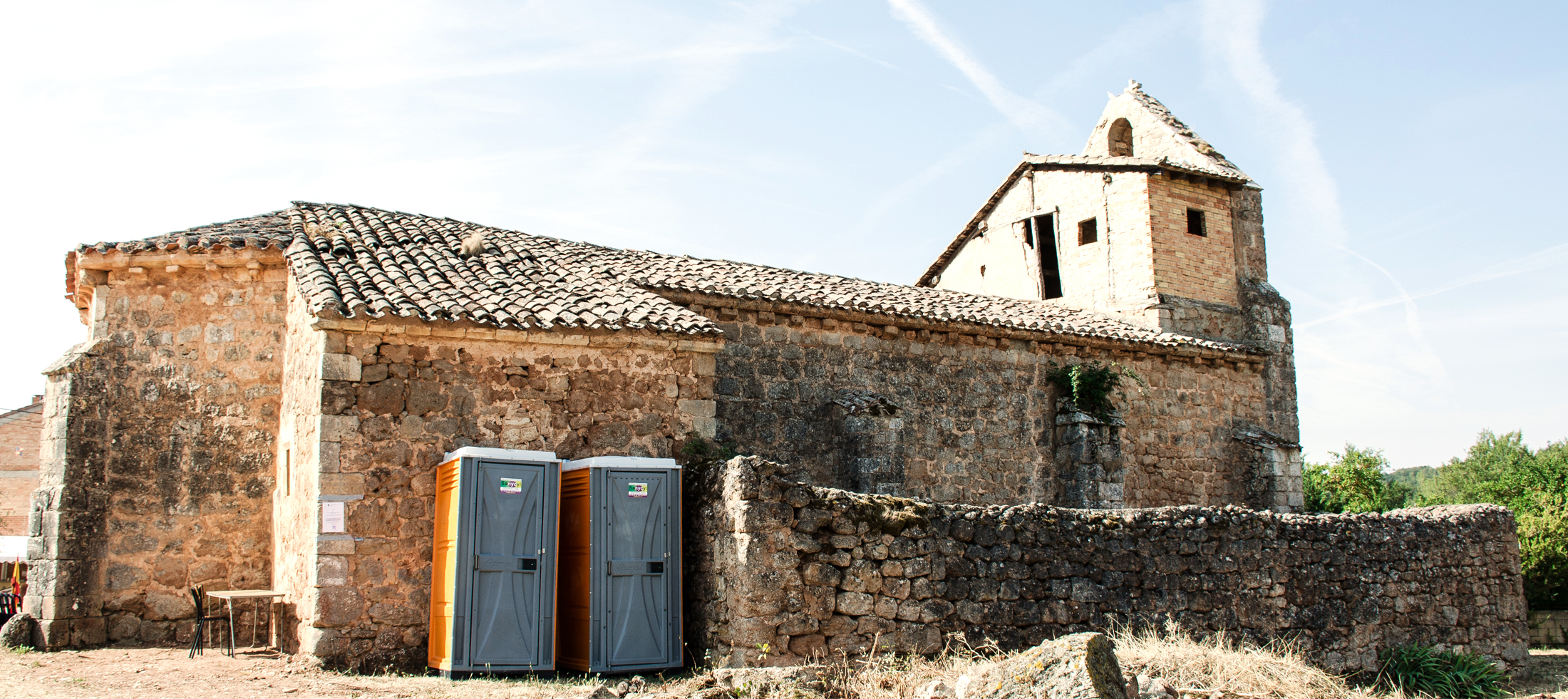
Kirche San Torcuato
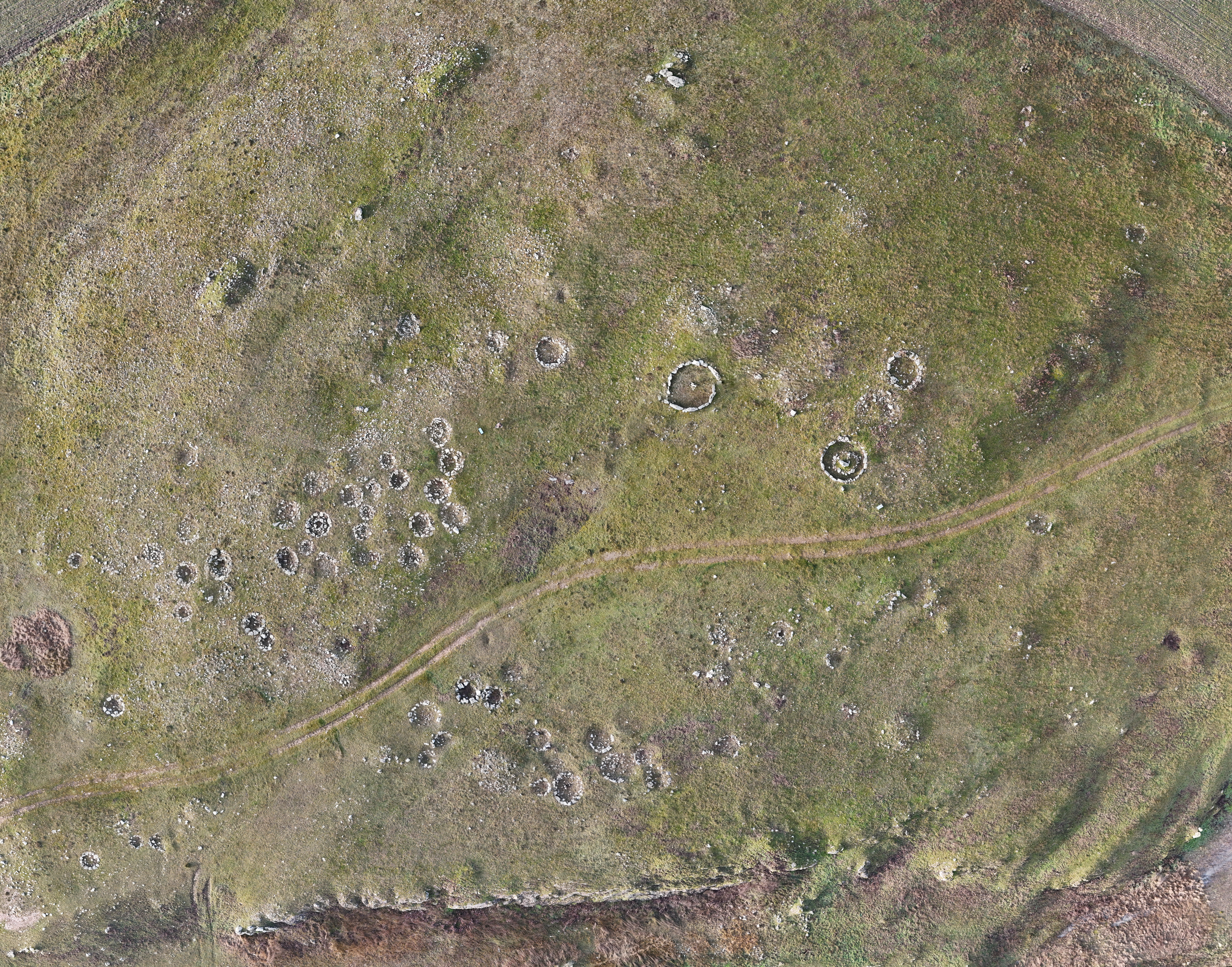
Luftaufnahme der Nekropole La Polera
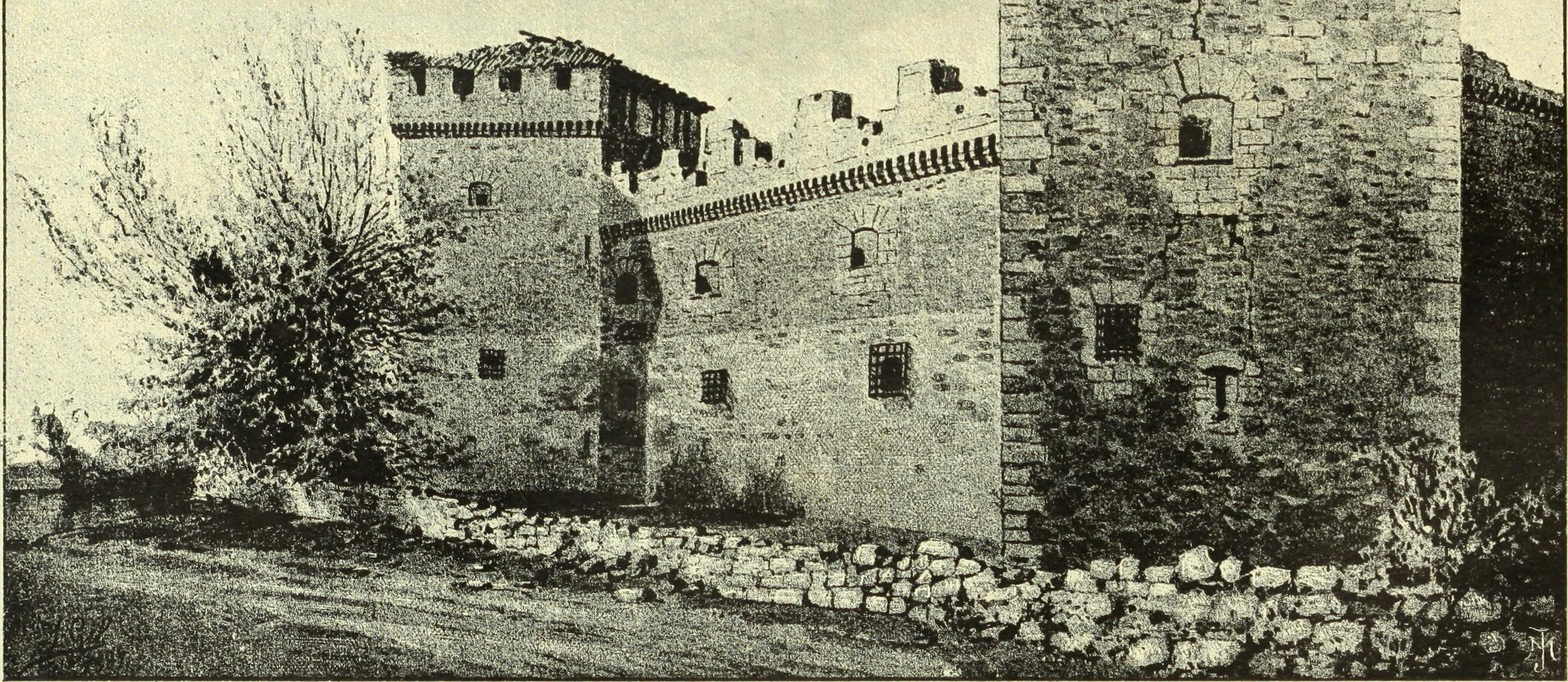
Burg von Sotopalacios (1884)

## Persönlichkeiten
- Andrés Díaz Venero de Leiva (1495–1578), Jurist, Höchster Richter und Vorsitzender der Real Audiencia im Königreich Granada (1564–1574)